# Campionati del mondo di ciclismo su strada 2005 - Gara in linea femminile Elite
La gara in linea femminile Elite dei Campionati del mondo di ciclismo su strada 2005 fu corsa il 24 settembre 2005 nel territorio circostante Madrid, in Spagna, per un percorso totale di 126 km. Fu vinta dalla tedesca Regina Schleicher che concluse il circuito in 3h08'52".

## Percorso
Il percorso prevedeva un circuito di 21 km da ripetere sei volte con due asperità, la Dehesa de la Villa di 1,5 km e la salita di 2,2 km dell'Avenida del Cardenal Herrera Oria, nessuna delle due impegnative.
L'inizio del circuito era sul Paseo de la Castellana, uno dei principali viali di Madrid, e dopo 1,5 km una curva a sinistra portava sulla Calle de Bravo Murillo, attraversando il distretto di Tetuán. Successivamente una curva a destra portava sulle vie Lope de Haro e Calle de Francos Rodriguez. Da queste una curva a sinistra ai 3,8 km portava sulla discesa del Camino de las Moreras e attraverso la Ciudad Universitaria, dopo un paio di curve a destra, alla facoltà di geologia dell'Universidad Complutense e all'Avignida Paraninfo (5,4 km). Dopo altri 1,2 km una curva a destra portava alla base della Dehesa de la Villa, salita di 1,2 km per un dislivello di 70 metri e pendenza media intorno al 6%. Dalla cima (8,1 km) il percorso ritornava velocemente in città sulla Calle de Antonio Machado. Una curva a sinistra portava il gruppo su Calle del Doctor Ramón Castroviejo e Calle Cantalejo alla base della seconda salita del circuito, caratterizzata da una pendenza media bassa (4%) ma con una seconda parte che rappresentava il tratto più ripido del percorso.
Dalla cima, raggiunta dopo 14,8 km, percorrendo un falsopiano si raggiungeva una rotonda da cui il circuito si immetteva nell'Avenida Monforte de Lemos che portava allo svincolo per Ginzo de Lima e successivamente per l'Avenida de Asturias, entrambi viali larghi e pianeggianti che favorivano l'incremento della velocità prima del ritorno nella Plaza de Castilla (18 km) e il passaggio dallo Stadio Santiago Bernabéu. Raggiunti i Nuevos Ministerios, sito della torre Windsor, il gruppo affrontava una stretta curva finale che immetteva sul rettilineo di 500 metri verso il traguardo.

## Squadre e corridori partecipanti
| N.    | Cod. | Squadra       |
| ----- | ---- | ------------- |
| 1-7   | GER  | Germania      |
| 8-14  | ITA  | Italia        |
| 15-21 | USA  | Stati Uniti   |
| 22-27 | AUS  | Australia     |
| 28-33 | NED  | Paesi Bassi   |
| 34-39 | SUI  | Svizzera      |
| 40-45 | RUS  | Russia        |
| 46-51 | LTU  | Lituania      |
| 52-57 | FRA  | Francia       |
| 58-63 | ESP  | Spagna        |
| 64-69 | NZL  | Nuova Zelanda |
| 70-75 | GBR  | Gran Bretagna |
| 76-81 | POL  | Polonia       |
| 82-87 | BEL  | Belgio        |
| 88-93 | CAN  | Canada        |
| 94-98 | SWE  | Svezia        |

| N.      | Cod. | Squadra         |
| ------- | ---- | --------------- |
| 99-103  | DEN  | Danimarca       |
| 104-107 | UKR  | Ukraina         |
| 108-111 | AUT  | Austria         |
| 112-114 | BRA  | Brasile         |
| 115-116 | MEX  | Messico         |
| 117-118 | BLR  | Bielorussia     |
| 119-120 | JPN  | Giappone        |
| 121-122 | NOR  | Norvegia        |
| 123-124 | RSA  | Sud Africa      |
| 125     | CZE  | Repubblica Ceca |
| 126     | IRL  | Irlanda         |
| 127     | KAZ  | Kazakistan      |
| 128     | FIN  | Finlandia       |
| 129     | EST  | Estonia         |
| 130     | ARG  | Argentina       |
| 131     | BOL  | Bolivia         |

## Resoconto degli eventi
Nonostante diversi tentativi di fuga, per lo più individuali o di piccoli gruppi poco organizzati, il gruppo rimase compatto e negli ultimi due giri fu la selezione tedesca ad annullare tutti i tentativi di attacco, tirando poi la volata vincente alla Schleicher.

## Ordine d'arrivo (Top 10)
| Pos. | Corridore             | Squadra       | Tempo    |
| ---- | --------------------- | ------------- | -------- |
| 1    | Regina Schleicher     | Germania      | 3h08'52" |
| 2    | Nicole Cooke          | Gran Bretagna | s.t.     |
| 3    | Oenone Wood           | Australia     | s.t.     |
| 4    | Dorte Lohse Rasmussen | Danimarca     | s.t.     |
| 5    | Chantal Beltman       | Paesi Bassi   | s.t.     |
| 6    | Giorgia Bronzini      | Italia        | s.t.     |
| 7    | Susanne Ljungskog     | Svezia        | s.t.     |
| 8    | Anita Valen           | Norvegia      | s.t.     |
| 9    | Jolanta Polikevičiūtė | Lituania      | s.t.     |
| 10   | Trixi Worrack         | Germania      | s.t.     |